# Edera (telenovela)
Edera è una telenovela italiana andata in onda in prima serata su Canale 5 dal 18 febbraio al 29 luglio 1992, prodotta da Titanus e Reteitalia e all'epoca pubblicizzata con gran clamore da Fininvest come 'il primo teleromanzo italiano'.

## Descrizione
Il serial venne girato negli studi di Cinecittà nel 1991 ma trasmesso nel 1992. Il formato originario è quello di 22 puntate dalla durata di 90 minuti circa ciascuna; andò in onda (inizialmente il martedì, e successivamente il mercoledì), in prima visione dal 18 febbraio al 29 luglio 1992, in prima serata su Canale 5. Nell'estate del 1998 la serie viene rieditata da Mediaset per la sua prima replica su Rete 4, dividendo in due parti ciascuno dei 22 episodi, così da far raddoppiare il numero delle puntate originali: ciascuna puntata ebbe pertanto una durata dimezzata rispetto a quella del formato originale, ovvero 45 minuti anziché 90. Da questo momento in poi la serie non verrà più replicata nel formato originale ma sempre e solo in quello da 44 episodi: oltre a quella su Rete 4, le altre riproposizioni avvennero nei primi anni 2000 sul canale satellitare Comedy Life, in maniera irregolare nel 2011 sul canale del digitale terrestre For You e parzialmente tra il 2015 e il 2016 su Mediaset Extra, all'interno del contenitore Novela.
La protagonista originale doveva essere l'attrice anglo-americana Gabrielle Anwar ma, dopo due mesi di riprese già effettuate e a quattro settimane dall'ultimo ciak, tentò il suicidio in camerino per problemi personali. La produzione la sostituì con Agnese Nano nei panni della protagonista, mantenendo Nicola Farron nei panni di Andrea. Il ruolo della "cattiva" fu affidato a Maria Rosaria Omaggio, che interpreta la madre di Andrea, Leona.
Edera ottenne una nomination ai Telegatti 1992 nella categoria "Telenovele e soap opera" insieme a Beautiful e Manuela.
La colonna sonora è di Amedeo Minghi, autore ed interprete anche della sigla I ricordi del cuore.

## Trama
A pochi giorni dalla nascita, Edera viene abbandonata da sua madre davanti alla porta di un convento. L'unico ricordo che Edera ha di sua madre è un ciondolo a forma di foglia di edera: da qui il suo nome, messole dalle suore. Grazie all'amore e all'educazione impartitale dalle religiose, Edera termina gli studi e a vent'anni lascia il convento per affrontare il mondo. La ragazza trova lavoro come commessa in una boutique; qui lavora anche Cinzia, destinata a diventare la sua amica più cara. Un giorno, entra in boutique Andrea Davila, un ragazzo benestante. Tra lui e Edera è amore a prima vista. I due iniziano una relazione e decidono di andare a vivere insieme. ll loro amore però viene contrastato da Leona, madre di Andrea. La donna spinge prima la sua amica Claudia a sedurre Andrea, poi offre denaro a Edera perché lasci suo figlio. Per un'incredibile coincidenza Andrea è il nipote adottivo di Valerio Satti, il vero padre di Edera, che non ha mai saputo di avere una figlia, in quanto al momento della sua nascita si trovava in coma profondo. La moglie, Bianca, impazzita per la sorte del marito aveva abbandonato la bambina ed era rimasta poi uccisa in un incidente stradale. Valerio ingaggia un investigatore privato per rintracciare sua figlia ma questi viene corrotto da Leona la quale teme che Andrea perda l'eredità di suo zio. Quando Edera rimane incinta, Andrea le chiede di sposarlo. I due convolano a nozze poco prima che Andrea parta per un viaggio d'affari in Venezuela. Durante il volo, l'aereo su cui Andrea viaggia si schianta al suolo e il ragazzo viene creduto morto. Andrea in realtà è sopravvissuto ma ha perso la memoria. A prendersi cura di lui è Betsy, una giovane vedova con la quale Andrea instaura una relazione.

## Accoglienza del pubblico
La trasmissione ottenne inizialmente uno scarso riscontro di pubblico, con appena 2.500.000 telespettatori che seguirono le prime puntate della serie, saliti poi a 4 milioni nelle settimane successive, fino a raggiungere una media di circa cinque milioni di telespettatori.

## Produzione
La serie fu una delle primissime girate in elettronica. Si girava con tre telecamere in contemporanea per cui una scena che durava diversi minuti (tre o quattro come minimo) veniva girata in tempo reale in quei minuti senza stacchi, consentendo di girare una media di dieci, quindici minuti al giorno. I contratti degli attori, infatti, prevedevano che gli attori dovessero memorizzare dialoghi per consentire quel minutaggio giornaliero. A Cinecittà i set erano costruiti nei teatri 3 e 4 contigui e le scene, che erano state costruite in modo che con poche modifiche potessero cambiare, consentivano di spostare le riprese agilmente da un teatro all'altro, e così finite le riprese in un teatro, la sera si spostavano telecamere e la cavistica nel teatro attiguo mentre in quello in cui si era appena finito si trasformava nel set successivo e così via.